# Flex Alexander
Mark Alexander Knox, mieux connu sous le nom de Flex Alexander ou simplement Flex, est un acteur américain né le 15 avril 1970 à Harlem.

## Vie privée
Le 14 février 2000, il épouse la chanteuse américaine Shanice Wilson, avec qui il a actuellement deux enfants, une fille Imani Shekinah Knox, née le 23 août 2001 , puis un fils Elie Alexander Knox, né le 5 mars 2004 .

## Filmographie
- 1992 : Juice d'Ernest R. Dickerson : Contest announcer
- 1992 : Uptown Comedy Club (série télévisée) : Various Characters
- 1993 : Where I Live (série télévisée) : Reggie Coltrane
- 1995 : Train d'enfer (Money Train) : Hood
- 1996 : Homeboys in Outer Space (série télévisée) : Tyberius Walker
- 1997 : The Sixth Man (en) de Randall Miller : Jerrod Smith
- 1997 : City of Crime (City of Industry) de John Irvin : A Roc
- 1997 : Total Security ("Total Security") (série télévisée) : Neville Watson
- 1998 : Modern Vampires (téléfilm) : Trigger
- 1998 : Ice : Tempête de glace aux USA (Ice) (téléfilm) : Kelvin
- 1999 : The Force (téléfilm)
- 1999 : Elle est trop bien (She's All That) de Robert Iscove : Kadeem
- 1999 : The Apartment Complex (téléfilm)
- 1999 : Saint-Nicholas et le nouveau monde (Santa and Pete) (téléfilm) : Pete
- 2001 : Snow, Sex and Sun (Out Cold) de Brendan Malloy et Emmett Malloy : Anthony
- 2003 : Sweet Oranges (vidéo) de Trey Haley : As himself
- 2004 : Michael Jackson : du rêve à la réalité (téléfilm) : Michael Jackson
- 2004 : Gas (en) : Damien
- 2005 : Un secret pour tous (Her Minor Thing) de Charles Matthau : Marty
- 2006 : The List : Chet
- 2006 : Des serpents dans l'avion (Snakes on a Plane) de David R. Ellis : Three G's / Clarence Dewey*
- 2006 : La colline a des yeux d'Alexandre Aja
- 2010 : Blue Bloods (série télévisée) : Demarcus King